# Proyectos Editoriales Crom
Proyectos Editoriales Crom (registrada también con los nombres QuePuntoEs y Teleport Ediciones) fue una editorial española, hoy en día ya desaparecida. Fundada en 2002 en Barcelona y activa hasta 2004 estaba especializada en la publicación de juegos de rol, historietas y literatura fantástica.

## Historia
Proyectos Editoriales Crom fue fundada en 2002 a partir de La Caja de Pandora, editorial que cerraba sus puertas en ese mismo año y que a su vez había sido fundada en 1999 para retomar el fondo editorial de Joc Internacional, que había terminado en bancarrota en 1998. Por lo tanto, al igual que La Caja de Pandora lo había hecho en su tiempo, Proyectos Editoriales Crom también heredó algunas de las publicaciones de Joc Internacional, como la revista Líder, que publicó entre 2002 y 2003 a lo largo de cinco números de una nueva serie, los últimos en ser publicados de esta revista, una de las más populares en España en el campo de los juegos de rol y de guerra. Otros productos de La Caja de Pandora o de Joc Internacional reeditados por Proyectos Editoriales Crom fueron por ejemplo los suplementos de los juegos de rol La llamada de Cthulhu (La piel de toro, de Ricard Ibáñez), Aquelarre y Superhéroes Inc. De este último publicó, además, en febrero de 2002, una revisión de la segunda edición que La Caja de Pandora había publicado en 2000.
En el campo de la literatura fantástica Crom publicó una traducción de la novela corta Clavos rojos, uno de los relatos que el escritor estadounidense Robert Ervin Howard había escrito para su personaje Conan el Cimmerio. También publicó literatura de ficción de autores españoles, como la novela Ichar, de Francisco Agenjo Toledo, o Enrolándose en el Belial, de José Miguel Pallarés, pero entre las publicaciones de Proyectos Editoriales Crom no solo hubo juegos de rol o novelas fantásticas, la editorial también publicó historietas, como El baile del vampiro, edición no autorizada que tuvo que retirar del mercado. También publicó algunos números de la serie Fuzztoons, del dibujante Patrick Frisch Aragonés. Anteriormente, en 2000, Patrick Frisch había publicado a cuenta propia su primer álbum de historieta paródica: The Fuzztoons, reeditado al año siguiente en 2001 bajo el título The Fuzztoons: Chocoklingons. En 2001 publicó otro número de la serie, titulado The Fuzztoons: el Señor de los Pardillos, donde sus viñetas reproducían las posibles situaciones cómicas que pueden darse en una partida de rol. Una segunda parte de este cómic, titulada The Fuzztoons: Merluzada en Mordheim, fue publicada en 2002, esta vez ya a cargo de Proyectos Editoriales Crom. Con la desaparición de Proyectos Editoriales Crom en 2004 una segunda edición de estos dos primeros números fue publicada por Ediciones La Cúpula bajo los títulos Fuzztoons 1, El señor de los pardillos y Fuzztoons 2, Merluzada en Mordheim. La misma editorial ha continuado desde entonces publicando nuevos números de la serie (The Fuzztoons: Masters cut 1, The Fuzztoons: La maldición de Dexterming, World of Fuzztoons: De farra en Zul Farrak, World of Fuzztoons: El golpe de los Chachi Pirulis etc).
De la serie Fuzztoons, pues, Proyectos Editoriales Crom publicó:
- El número dos de El Señor de los Pardillos, titulado Merluzada en Mordheim (enero de 2002)
- El recopilatorio The Fuzztoons: las primeras movidas (mayo de 2002)
- El juego de rol de estos cómics paródicos: El Señor de los Pardillos, el juego de rol de la Tierra a Medias (marzo de 2002)

En ese mismo año Proyectos Editoriales Crom, y según Manuel Barrero, se habría apropiado de las obras El Baile del Vampiro de Sergio Bleda y Bribones II de Juanjo Ryp, provocando así el cierre de Sulaco Ediciones, de El Torres.

## Juegos de rol
- Superhéroes Inc.[5] (febrero de 2002, segunda edición revisada)
- El Señor de los Pardillos, el juego de rol de la Tierra a Medias[6] (marzo de 2002)
- Bribones, el juego de rol[7] (abril de 2002)
- Mili KK, el juego de rol de la puta mili[8] (noviembre de 2002, aunque una primera versión del juego ya hubiese sido publicada en 1993 en el número 33 de la revista Líder)[9]
- Pitecanthropuz[10] (diciembre de 2002)
- Dark Echelons[11] (marzo de 2003)
- ¡Paparazzi! (mayo de 2003)

## Suplementos paraAquelarre
- La fraternitas de la vera lucis: trilogía de Sarcoy, vol. 1[12] (enero de 2002)
- La danza macabra y otros relatos[13] (febrero de 2002, publicado junto a la pantalla del director de juego)
- Sefarad: los secretos de la cábala judía[14] (febrero de 2002)
- Al-Andalus[15] (mayo de 2002)
- Grimorio[16] (agosto de 2002)
- Juicio de Dios[17] (octubre de 2002)
- Los lobos de Castrove[18] (octubre de 2002)
- El brumoso norte: Jentilen Lurra[19] (octubre de 2002)
- El brumoso norte: Fogar de Breogan[20] (diciembre de 2002)
- Medina Garnatha (2002)
- Ars Medica (2002)
- Aquelarre apócrifo (2003)
- Ars Carmina, el libro secreto de los juglares (2003)
- Ars Magna, el libro secreto de los alquimistas (2003)
- Descriptio Cordubae (2003)
- Aquelarre, la tentation, traducción al francés de la segunda edición revisada[21] (2003)
- Danse macabre,[22] traducción al francés de la pantalla y del suplemento (2004)

## Juegos de miniaturas
- Semper Fidelis[23] (febrero de 2002)

## Historietas
- The Fuzztoons: Merluzada en Mordheim[24] (enero de 2002)
- The Fuzztoons: Las primeras movidas[25] (mayo de 2002)
- Monique y Denisse[26] (marzo de 2002)
- Simeón Órdago y otras demencias[27] (agosto de 2002)
- Bram el Yacoï[28] (agosto de 2002)
- El baile del vampiro[29] (diciembre de 2002)

## Relatos y novelas
- Clavos rojos[30] (enero de 2002)
- Enrolándose en el Belial[31] (febrero de 2002)
- Dentro del obelisco[32] (agosto de 2002)
- Ichar[33] (febrero de 2003)
- Las crónicas Ichar[34] (febrero de 2003)